# Węgry na Zimowych Igrzyskach Olimpijskich 2010
Węgry na Zimowych Igrzyskach Olimpijskich 2010 reprezentowało 19 zawodników.

## Kadra

### Biathlon
| Zawodnik        | Konkurencja       | czas biegu | Kary | Pozycja |
| --------------- | ----------------- | ---------- | ---- | ------- |
| Imre Tagscherer | Sprint mężczyzn   | 28:38,8    | 4    | 80.     |
| Imre Tagscherer | Bieg indywidualny | 58:02,6    | 4    | 82.     |

### Biegi narciarskie
Mężczyźni
| Zawodnik          | Konkurencja   | czas    | Pozycja |
| ----------------- | ------------- | ------- | ------- |
| Zoltán Tagscherer | Bieg na 15 km | 41:15,0 | 81.     |

Kobiety
| Zawodnik     | Konkurencja   | czas    | Pozycja |
| ------------ | ------------- | ------- | ------- |
| Vera Viczián | Bieg na 10 km | 33:45,8 | 74.     |

### Łyżwiarstwo figurowe
| Zawodnik        | Konkurencja | Program krótki | Program krótki | Program dowolny | Program dowolny | Łączna nota | Pozycja |
| Zawodnik        | Konkurencja | Nota           | Pozycja        | Nota            | Pozycja         | Łączna nota | Pozycja |
| --------------- | ----------- | -------------- | -------------- | --------------- | --------------- | ----------- | ------- |
| Júlia Sebestyén | Solistki    | 57,46          | 13.            | 93,80           | 16.             | 151,26      | 17.     |

| Zawodnik                    | Konkurencja     | Taniec obowiązkowy | Taniec obowiązkowy | Taniec Oryginalny | Taniec Oryginalny | Taniec dowolny | Taniec dowolny | Łączna nota | Pozycja |
| Zawodnik                    | Konkurencja     | Nota               | Pozycja            | Nota              | Pozycja           | Nota           | Pozycja        | Łączna nota | Pozycja |
| --------------------------- | --------------- | ------------------ | ------------------ | ----------------- | ----------------- | -------------- | -------------- | ----------- | ------- |
| Nóra Hoffmann Maxim Zavozin | Tańce na lodzie | 31,90              | 13.                | 51,22             | 13.               | 84,11          | 13.            | 167,23      | 13.     |

### Narciarstwo alpejskie
Mężczyźni
| Zawodnik    | Konkurencja | Konkurencja | Konkurencja | Konkurencja | Konkurencja       | Konkurencja       | Konkurencja   | Konkurencja   | Konkurencja              | Konkurencja              | Konkurencja              | Konkurencja              | Konkurencja | Konkurencja | Konkurencja | Konkurencja |
| Zawodnik    | Zjazd       | Zjazd       | Supergigant | Supergigant | Slalom gigant     | Slalom gigant     | Slalom gigant | Slalom gigant | Slalom specjalny         | Slalom specjalny         | Slalom specjalny         | Slalom specjalny         | Kombinacja  | Kombinacja  | Kombinacja  | Kombinacja  |
| Zawodnik    | Czas        | Pozycja     | Czas        | Pozycja     | Czas 1. przejazdu | Czas 2. przejazdu | Czas łączny   | Pozycje       | Czas 1. przejazdu        | Czas 2. przejazdu        | Czas łączny              | Pozycja                  | Zjazd       | Slalom      | Łączny czas | Pozycja     |
| ----------- | ----------- | ----------- | ----------- | ----------- | ----------------- | ----------------- | ------------- | ------------- | ------------------------ | ------------------------ | ------------------------ | ------------------------ | ----------- | ----------- | ----------- | ----------- |
| Márton Bene |             |             |             |             | 1:31,08           | 1:34,89           | 3:05,97       | 71.           | Nie ukończył 1.przejazdu | Nie ukończył 1.przejazdu | Nie ukończył 1.przejazdu | Nie ukończył 1.przejazdu |             |             |             |             |

Kobiety
| Zawodniczka | Konkurencja | Konkurencja | Konkurencja               | Konkurencja               | Konkurencja               | Konkurencja               | Konkurencja               | Konkurencja               | Konkurencja       | Konkurencja       | Konkurencja      | Konkurencja      | Konkurencja | Konkurencja | Konkurencja | Konkurencja |
| Zawodniczka | Zjazd       | Zjazd       | Supergigant               | Supergigant               | Slalom gigant             | Slalom gigant             | Slalom gigant             | Slalom gigant             | Slalom specjalny  | Slalom specjalny  | Slalom specjalny | Slalom specjalny | Kombinacja  | Kombinacja  | Kombinacja  | Kombinacja  |
| Zawodniczka | Czas        | Pozycja     | Czas                      | Pozycja                   | Czas 1. przejazdu         | Czas 2. przejazdu         | Czas łączny               | Pozycja                   | Czas 1. przejazdu | Czas 2. przejazdu | Czas łączny      | Pozycja          | Zjazd       | Slalom      | Łączny czas | Pozycja     |
| ----------- | ----------- | ----------- | ------------------------- | ------------------------- | ------------------------- | ------------------------- | ------------------------- | ------------------------- | ----------------- | ----------------- | ---------------- | ---------------- | ----------- | ----------- | ----------- | ----------- |
| Anna Berecz | 1:57,86     | 35.         | Nie ukończyła konkurencji | Nie ukończyła konkurencji | 1:22,29                   | 1:18,58                   | 2:40,87                   | 42.                       | 59,81             | 59,82             | 1:59,63          | 45.              | 1:33,47     | 49,50       | 2:22,97     | 27.         |
| Zsófia Döme |             |             | 1:29,09                   | 36.                       | Nie ukończyła 1.przejazdu | Nie ukończyła 1.przejazdu | Nie ukończyła 1.przejazdu | Nie ukończyła 1.przejazdu | 58,74             | 59,58             | 1:58,32          | 44.              |             |             |             |             |

### Short track
Mężczyźni
| Zawodnik     | Konkurencja         | Kwalifikacje | Kwalifikacje | Ćwierćfinał   | Ćwierćfinał   | Półfinał      | Półfinał      | Finał         | Finał   |
| Zawodnik     | Konkurencja         | Czas         | Miejsce      | Czas          | Miejsce       | Czas          | Miejsce       | Czas          | Miejsce |
| ------------ | ------------------- | ------------ | ------------ | ------------- | ------------- | ------------- | ------------- | ------------- | ------- |
| Viktor Knoch | Bieg na 500 metrów  | 42, 197      | 4.           | Nie awansował | Nie awansował | Nie awansował | Nie awansował | Nie awansował | 25.     |
| Péter Darázs | Bieg na 500 metrów  | 42,800       | 3.           | Nie awansował | Nie awansował | Nie awansował | Nie awansował | Nie awansował | 22.     |
| Viktor Knoch | Bieg na 1000 metrów | 1:26,279     | 3.           | Nie awansował | Nie awansował | Nie awansował | Nie awansował | Nie awansował | 21.     |
| Viktor Knoch | Bieg na 1500 metrów | 2:16,826     | 5.           |               |               | Nie awansował | Nie awansował | Nie awansował | 30.     |
| Peter Darazs | 2:18,827            | 3.           |              |               | 2:18,349      | 7.            | Nie awansował | 19.           |         |

Kobiety
| Zawodniczka                                               | Konkurencja          | Kwalifikacje    | Kwalifikacje    | Ćwierćfinał        | Ćwierćfinał        | Półfinał           | Półfinał           | Finał              | Finał              |
| Zawodniczka                                               | Konkurencja          | Czas            | Miejsce         | Czas               | Miejsce            | Czas               | Miejsce            | Czas               | Miejsce            |
| --------------------------------------------------------- | -------------------- | --------------- | --------------- | ------------------ | ------------------ | ------------------ | ------------------ | ------------------ | ------------------ |
| Erika Huszar                                              | Bieg na 500 metrów   | 44,537          | 3.              | Nie awansowała     | Nie awansowała     | Nie awansowała     | Nie awansowała     | Nie awansowała     | 19.                |
| Bernadett Heidum                                          | Bieg na 1000 metrów  | 1:31,125        | 2.              | 1:30,313           | 3.                 | Nie awansowała     | Nie awansowała     | Nie awansowała     | 9.                 |
| Erika Huszar                                              | Bieg na 1000 metrów  | Dyskwalifikacja | Dyskwalifikacja | Nie sklasyfikowana | Nie sklasyfikowana | Nie sklasyfikowana | Nie sklasyfikowana | Nie sklasyfikowana | Nie sklasyfikowana |
| Bernadett Heidum                                          | Bieg na 1500 metrów  | 2:30,332        | 4.              |                    |                    | Nie awansowała     | Nie awansowała     | Nie awansowała     | 23.                |
| Erika Huszar                                              | Bieg na 1500 metrów  | 2:27,487        | 3.              |                    |                    | 2:24,192           | 1.                 | 2:19,411           | 6.                 |
| Rozsa Darazs                                              | Bieg na 1500 metrów  | Dyskwalifikacja | Dyskwalifikacja |                    |                    | Nie sklasyfikowana | Nie sklasyfikowana | Nie sklasyfikowana | Nie sklasyfikowana |
| Rozsa Darazs Bernadett Heidum Erika Huszar Andrea Keszler | Sztafeta 3000 metrów |                 |                 |                    |                    | 4:17,487           | 4.                 | 4:17,937           | 5.                 |